# Résolution 2580 du Conseil de sécurité des Nations unies
 (juin 2024).
Membres permanents
- Chine
- États-Unis
- France
- Royaume-Uni
- Russie

Membres non permanents
- Estonie
- Irlande
- Inde
- Kenya
- Mexique
- Niger
- Norvège
- Saint-Vincent-et-les-Grenadines
- Tunisie
- Vietnam

Résolution no 2579 Résolution no 2581
La résolution 2580 du Conseil de sécurité des Nations unies a été adoptée par acclamation lors d'une réunion à huis clos du Conseil de sécurité le 8 juin 2021. Après avoir examiné la question de la recommandation pour la nomination au poste de secrétaire général des Nations unies, le Conseil a recommandé à l'Assemblée générale que M. António Guterres soit nommé pour un second mandat courant du 1er janvier 2022 au 31 décembre 2026. 
Aucun autre candidat ne s'était présenté, et les États membres ont immédiatement approuvé la décision.

## Voir également
- Résolution 1358 (2001) du Conseil de sécurité des Nations unies
- Résolution 1987 (2011) du Conseil de sécurité des Nations unies